# Hermann Loew
Friedrich Hermann Loew (19 de julio de 1807 en Weißenfels, † 21 de abril de 1879 Halle (Saale) ) fue un entomólogo alemán.

## Biografía
Fue profesor de matemática y de historia natural en Poznań y posteriormente trabajó como profesor y director de la escuela en Meseritz. También se hizo políticamente activo y fue uno de los representantes del Parlamento de Fráncfort desde el 18 de junio de 1848 hasta el 20 de mayo de 1849 (en su hermano Friedrich Loew estuvo representada) y 1874/76 de la Cámara prusiana.
Sus logros científicos incluyen, en particular, su trabajo sobre las moscas (Insecta: Diptera).
Loew describió, entre otras numerosas moscas a (Asilidae) que describió por primera vez. La mayor parte de su colección se encuentra ahora en el Museo de Historia Natural de Berlín.

## Obra
- 1837: Dipterologische Notizen. In: Wiener Entomologische Monatsschrift. 1: 1–10, Wien 1837.

- 1840: Über die im Großherzogtum Posen aufgefundenen Zweiflügler [Reprint: Bemerkungen über die in der Posener Gegend einheimischen Arten mehrerer Zweiflügler-Gattungen. Posen, 1840, p. 1–40]. In: Isis 512–584, Jena 1840.

- 1844: Beschreibung einiger neuer Gattungen der europäischen Dipterenfauna. In: Stettiner entomologische Zeitung v. 5, p. 114–130, 154–173, 165–168, Szczecin (= Stettin) 1844.

- 1844: Dioctria hercyniae, eine neue Art. In: Stettiner entomologische Zeitung 5: 381–382, Szczecin (= Stettin) 1844.

- 1847: Dipterologisches. In: Stettiner entomologische Zeitung 8: 368–376, Szczecin (= Stettin) 1847.

- 1847: Über die europäischen Raubfliegen (Diptera, Asilica). In: Linnaea entomologica 2: 384–568, 585–591, Szczecin (= Stettin) und Berlin 1847.

- 1847: Nomina systematica generum dipterorum, tam viventium quam fossilium, secundum ordinem alphabeticum disposita, adjectis auctoribus, libris in quibus reperiuntur, anno editionis, etymologia et familiis ad quas pertinent. In: Agassiz: Nomenclator zoologicus. Solothurn 1847, Fasc. 9/10

- 1848: Ueber die europäischen Arten der Gattung Eumerus. In: Stettiner entomologische Zeitung 9: 118–128, Szczecin (= Stettin) 1848.

- 1848: Ueber die europäischen Raubfliegen (Diptera, Asilica). In: Linnaea entomologica 3: 386–495, Szczecin (= Stettin) und Berlin 1848.

- 1849: Ueber die europäischen Raubfliegen (Diptera, Asilica). In: Linnaea entomologica 4: 1–155, Szczecin (= Stettin) und Berlin 1849.

- 1850: Ueber den Bernstein und die Bernsteinfauna. In: Programm K. Realschule zu Meseritz 1850 p. 1–4, 1–44, Berlín 1850.

- 1851: Bemerkungen über die Familie Asiliden. In: Programm K. Realschule zu Meseritz 1851 p. 1–22, Berlín 1851.

- 1851: Nachträge zu den europäischen Asiliden. In: Linnaea entomologica 5: 407–416, Szczecin (= Stettin) und Berlin 1851.

- 1852: Diagnosen der Dipteren von Peter's Reise in Mossambique. In: Bericht über die Verhandlungen der Königlichen Preussischen Akademie der Wissenschaften zu Berlin 1852. p. 658–661, Berlín 1852.

- 1853: Neue Beiträge zur Kenntnis der Dipteren. Erster Beitrag. In: Programm K. Realschule zu Meseritz 1853 p. 1–37, Berlín 1853.

- 1854: Neue Beiträge zur Kenntnis der Dipteren. Zweiter Beitrag. In: Programm K. Realschule zu Meseritz 1854 p. 1–24, Berlín 1854.

- 1855: Vier neue griechische Diptera. In: Stettiner entomologische Zeitung 16: 39–41, Szczecin (= Stettin) 1855.

- 1856: Diptera. In: Rosenhauer: Die Thiere Anadalusien nach dem Resultate einer Reise zusammengestellt. Blaesing, Erlangen 1856.

- 1856: Neue Beiträge zur Kenntnis der Dipteren. Vierter Beitrag. In: Programm K. Realschule zu Meseritz 1856 p. 1–57, Berlín 1856.

- 1857: Dipterologische Mittheilungen. In: Wiener Entomologische Monatsschrift 1: 33–56, S. 36–37, Wien 1857.

- 1857: Dipterologische Notizen. In: Wiener Entomologische Monatsschrift 1: 1–10, Wien 1857.

- 1857: Dischistus multisetosus und Saropogon aberrans, zwei neue europäische Dipteren. In: Stettiner entomologische Zeitung 18: 17–20, Szczecin (= Stettin) 1857.

- 1858: Bericht über die neueren Erscheinungen auf dem Gebiete der Dipterologie. In: Berliner entomologische Zeitschrift 2: 325–349, Berlín 1858.

- 1858: Beschreibung einiger japanischer Dipteren. In: Wiener Entomologische Monatsschrift 2: 100–112, Wien 1858.

- 1858: Bidrag till kännendomen om Afrikas Diptera. In: Öfvers. Svenska Vet. -Akad. Förhandl. 14 (9) 1857: 337–383 (342–367).

- 1859: Bidrag till kännendomen om Afrikas Diptera. In: Öfvers. Svenska Vet. -Akad. Förhandl. 15 1858: 335–341 (337–339).

- 1859: Ueber die europäischen Helomyzidae und die in Schlesien vorkommenden Arten derselben. In: Linnaea entomologica 13 1859: 3–80.

- 1860: Die Dipteren-Fauna Südafrikas. Erste Abtheilung. In: Abhandlungen des Naturwissenschaftlichen Vereins für Sachsen und Thüringen 2 (1858–1861): 56–402, 128–244, Halle.

- 1860: Drei von Herrn Dr.Friedr.Stein in Dalmatien entdeckte Dipteren. In: Wiener Entomologische Monatsschrift 4: 20–24, Wien 1860.

- 1861: Diptera aliquot in insula Cuba collecta. In: Wiener Entomologische Monatsschrift 5: 33–43, Wien 1861.

- 1861: Die europäischen Arten der Gattung Stenopogon. In: Wiener Entomologische Monatsschrift 5: 8–13, Wien 1861.

- 1862: Diptera Americae septentrionalis indigena. In: Berliner entomologische Zeitschrift 6: 185–232, 188–193, Berlín 1862.

- 1862: Diptera In: Zweiflügler In: Wilhelm C. H. Peters: Reise nach Mossambique auf Befehl Sr Maj. des Königs Friedrich Wilhelm IV. in den Jahren 1842–1848 ausgeführt. 5. Insecten u. Amphibien. Reimer, Berlin 1862.

- 1862: Ueber einige bei Varna gefangene Dipteren. In: Wiener Entomologische Monatsschrift 6: 161–175, Wien 1862.

- 1862: Ueber griechische Dipteren. In: Berliner entomologische Zeitschrift 6: 69–89, Berlín 1862.

- 1863: Enumeratio dipterorum quae C.Tollin ex Africa merdionali (Orangestaat, Bloemfontein) misit. In: Wiener Entomologische Monatsschrift 7: 9–16, Wien 1863.

- 1865: Ueber einige bei Kutais in Imeretien gefangene Dipteren. In: Berliner entomologische Zeitschrift 9: 234–242, Berlín 1865.

- 1866: Diptera Americae septentrionalis indigena. In: Berliner entomologische Zeitschrift 10: 1–54, 15–37, Berlín 1866.

- 1868: Cilicische Dipteren und einige mit ihnen concurrirende Arten. In: Berliner entomologische Zeitschrift 12: 369–386, Berlín 1868.

- 1869: Beschreibungen europäischer Dipteren. Systematische Beschreibung der bekannten europäischen zweiflügligen Insecten von Johann Wilhelm Meigen I: 61-121. Halle 1869.

- 1870: Diptera. In: L. von Heyden: Entomologische Reise nach dem südlichen Spanien der Sierra Guadarrrama und Sierra Morena, Portugal und den Cantabrischen Gebirge mit Beschreibung der neuen Arten. Berlín 1870, p. 211–212.

- 1870: Lobioptera speciosa Meig. und decora nov.sp.. In: Zeitschrift für die gesamte Naturwissenschaft 35: 9–14, Braunschweig, Berlin-Dahlem 1870.

- 1870: Ueber die von Herrn Dr.G.Seidlitz in Spanien gesammelten Dipteren. In: Berliner entomologische Zeitschrift 14: 137–144, Berlín 1870.

- 1871: Beschreibungen europäischer Dipteren. Systematische Beschreibung der bekannten europäischen zweiflügligen Insecten von Johann Wilhelm Meigen II: 70-196. Halle 1871.

- 1872: Diptera Americae septentrionalis indigena. In: Berliner entomologische Zeitschrift 16: 49–115, 62–74, Berlín 1872.

- 1873: Bemerkungen über die von Herrn F. Walker im 5. Bande des Entomologist beschriebenen ägyptischen und arabischen Dipteren. In: Zeitschrift für die gesamte Naturwissenschaft 42: 105–109, Braunschweig, Berlin-Dahlem 1873.

- 1873: Beschreibungen europäischer Dipteren. Systematische Beschreibung der bekannten europäischen zweiflügligen Insecten von Johann Wilhelm Meigen III: 120-144. Halle 1873.

- 1874: Diptera nova a Hug.Theod.Christopho collecta. In: Zeitschrift für die gesamte Naturwissenschaft 43, Neue Folge 9: 413–420, Braunschweig, Berlin-Dahlem 1874.

- 1874: Neue nordamerikanische Dasypogonina. In: Berliner entomologische Zeitschrift. 18: 353–377, Berlín 1874.

- 1874: Ueber die Arten der Gattung Blepharotes Westw. In: Zeitschrift für die gesamte Naturwissenschaft 10 (44): 71–75, Braunschweig, Berlin-Dahlem 1874.

- 1881: Stein: Die Löw’sche Dipteren-Sammlung. In: Stettiner Entomologische Zeitung 42: 489–491, Szczecin (= Stettin) 1874.

## Abreviatura (zoología)
La abreviatura Loew  se emplea para indicar a Hermann Loew como autoridad en la descripción y taxonomía en zoología.